# Dwergslaapmuizen
Dwergslaapmuizen (Platacanthomyidae) zijn een familie van knaagdieren uit Zuid- en Zuidoost-Azië met slechts zeven levende soorten in twee geslachten. 

## Kenmerken
Hoewel ze veel op echte slaapmuizen (Gliridae) lijken, zijn ze meer verwant aan de andere leden van de Muroidea (onder andere muizen, ratten en woelmuizen). Ze verschillen van de slaapmuizen doordat ze geen valse kiezen hebben, maar zijn vroeger wel tot de familie Gliridae gerekend. Later werden ze naar de Muroidea verplaatst, onder andere wegens het ontbreken van valse kiezen. Ze zijn tegenwoordig de enige levende groep uit de Muroidea die nog niet in een moleculaire studie is geanalyseerd. Daardoor is het voorlopig onzeker bij welke familie ze horen. Steppan et al. (2004) vonden echter dat de dwergslaapmuizen het beste als een aparte familie beschouwd konden worden, omdat ze zowel van de Spalacidae (ondergronds levende Muroidea) als van de Eumuroida in een aantal kenmerken verschillen.

## Taxonomie
De familie omvat één fossiel geslacht, Neocometes, dat bekend is van het Mioceen van Europa. Ook van de levende geslachten Platacanthomys en Typhlomys zijn fossiele soorten bekend uit het Mioceen en het Kwartair.
De familie omvat de volgende geslachten en levende soorten:
- Geslacht Neocometes†
- Geslacht Platacanthomys
  - Zuid-Indische stekelslaapmuis (Platacanthomys lasiurus)
- Geslacht Typhlomys
  - Typhlomys chapensis
  - Chinese dwergslaapmuis (Typhlomys cinereus)
  - Typhlomys daloushanensis
  - Typhlomys fengjiensis
  - Typhlomys huangshanensis
  - Typhlomys nanus